# SN 1991aj
SN 1991aj – supernowa typu Ia odkryta 3 lipca 1991 roku w galaktyce M+07-34-84. W momencie odkrycia miała maksymalną jasność 18,00m.